# 国际写作计划
国际写作计划（International Writing Program，简称IWP）是各国作家在美国爱荷华城（Iowa）的写作之地。自1967年创办以来，该计划已招待了来自120个不同国家的达1100多名的新兴或已取得成就的诗人、小说家、戏剧家、散文家以及记者。最初，IWP旨在把有天赋的作家介绍给爱荷华大学（The University of Iowa）的写作区，并为他们提供一段最佳的写作状态，以促进他们的具有创造性的写作。
从2000年开始，IWP由诗人兼记者克里斯托弗·美林负责至今。

## 历史
国际写作计划（IWP）由保罗·恩格尔（Paul Engle）和聂华苓创办，并以其“非学术”、“国际聚焦”的宗旨，隶属于爱荷华作家工作坊（Iowa Writers' Workshop）。
在恩格尔的带领下，数以百计的作家们（特别是文学和个人自由常常受限制之地的作家）来到了爱荷华城。在二十世纪七十年代至八十年代之间，该计划涉及到了亚洲、非洲和拉丁美洲，还在东欧迅速扩大影响力。1979年，恩格尔协调举行了一个“中国周”，这个活动对于来自中国大陆、台湾、香港和自1949以来散居在各地的作家们来说，是第一次具有重大意义的聚会。
出于他们为连接世界各国作家、以及推动国际理解所付出的艰辛努力，恩格尔一伙人于1976年获得诺贝尔和平奖的提名。
聂华苓和保罗·恩格尔一起领导IWP直到1977年，在那之后恩格尔退休了，随后聂华苓独自领导该项目。1988年聂华苓退休，并在近期内作为IWP咨询委员会的成员，为其服务。

## 近期活动
前期的写作之地使作家们得到参与美国文学、学术和文化生活的机会，他们可以通过谈话、演讲、阅读、电脑浏览、舞台表演、参观学校及旅行等方式参与。在此期间，该计划还为个人写作和创造性工作腾出时间。爱荷华大学的学生们可以选一些建在该写作之地周围的教室（该计划邀来的“居民”也在场）。
文学翻译工作是该计划之任务的一部分。在聂华苓退出之前，两卷本的IWP写作集已在《从世界来的写作》（Writing From The World）的标题下编译完成。除此之外，在“爱荷华翻译系列”下，还包括了另外的集本如《世界来到爱荷华》（The World Comes To Iowa）等，以及已达数十本的个人集本。
时至今日，IWF开办了一个叫《第91条子午线》（91st Meridian）的文学刊物。
近几年来，这个计划以组织一系列活动（有些不在美国举办）的方式，将更多的精力花在作家的国际交流上，这些活动中包括以下几个：
1. 美国作家中东及马格里布的阅读之旅；
2. 有关近日文化话题的国际座谈会；
3. 探索的人生，与中国少数人群之成员的多年的交换项目；

在上述的几条中，还有一个带阿拉伯语国家的学生来爱荷华，让他们与美国学生练习创造性写作的项目。

## 基金会
IWP的基金主要来自美国国务院，管理则由爱荷华大学支持。IWP还管理来自国内外的私人的或公共的文化组织赞助作家们的津贴。
2014年2月10日，美國普洛威頓斯學院英文系助理教授艾力克·班尼特（Eric Bennett）在《高等教育紀事報》發表長篇文章，敍述美國中央情報局與IWP的關係；他研究發現，聶華苓和保羅·恩格爾創辦IWP的經費來自中情局的外圍組織「法菲德基金會」（Farfield Foundation），中情局的另一外圍組織「亞洲基金會」（Asia Foundation）、洛克菲勒基金會與美國國務院也都曾資助IWP，中情局希望IWP透過海外作家向全球推廣反共政治宣傳、並介紹美國文化。

## 参与该计划的知名作家

### 中國大陸
蕭乾（1979年）、艾青（1980年）、王蒙（1980年）、丁玲（1981年）、刘宾雁（1982年）、茹志鹃和其女王安忆（1983年）、北岛（1988年）、劉索拉（1992年）、残雪（1992年）、苏童（2001年）、西川（2002年）、余华（2003年）、莫言（2004年）、七堇年(2022年）、春树(2022年）等。

### 台灣
瘂弦、鄭愁予、商禽、林懷民、王禎和、東年、吳晟、宋澤萊、蔣勳、管管、陳映真、柏楊、楊青矗、向陽、王拓、李昂、季季、袁瓊瓊、張大春、駱以軍、林俊穎、陳黎、鍾文音、陳克華、顏忠賢、黃崇凱、瓦歷斯·諾幹、朱和之

### 香港
戴天、溫健騮、古蒼梧、張錯、袁則難、何達、舒巷城、夏易、陳韻文、李怡、潘耀明、鍾曉陽、潘國靈、董啟章、韓麗珠、謝曉虹、陳智德、李智良、鄧小樺、鄭政恆、伍淑賢、劉偉成、周漢輝、陳麗娟、陳炳釗、游靜、莊梅岩、黃怡

### 日本
倉橋由美子、田内初義、田村隆一、小田基、宮本陽吉、長田弘、木島始、白石嘉壽子、坂上弘、吉原幸子、中上健次、吉增剛造、松浦壽輝、水村美苗、島田雅彥、野村喜和夫、中島京子、谷崎由依、柴崎友香、藤野可織、滝口悠生、新井高子

### 俄羅斯
維克托·奧列戈維奇·佩列溫（Виктор Олегович Пелевин）

### 愛爾蘭
約翰·班維爾（John Banville）

### 土耳其
奧罕·帕慕克（Ferit Orhan Pamuk）

### 智利
何塞·多諾索（José Donoso）